# NGC 1314
NGC 1314 (другие обозначения — MCG −1-9-33, PGC 12650) — спиральная галактика в созвездии Эридан. Открыта Фрэнком Ливенвортом в 1887 году. Описание Дрейера: «звезда 10-й величины с очень тусклой, довольно крупной, вытянутой к югу туманностью».
Квазар с широкими линиями поглощения, причем качественно спектр хорошо описывается теорией модели выброса вещества. Рядом находится область H II.
Галактика достаточно сильно удалена от центра Сверхскопления Персея-Рыб, однако лучевая скорость и красное смещение говорят о том, что галактика вероятно относится к нему.
Этот объект входит в число перечисленных в оригинальной редакции «Нового общего каталога».